# Giovanni Reyna
Giovanni Reyna, né le 13 novembre 2002 à Sunderland en Angleterre, est un footballeur international américain qui évolue au poste de milieu offensif au Borussia Dortmund.

## Biographie

### Parcours en club

#### Débuts et formation
Né à Sunderland, il est le fils de Claudio Reyna, un des premiers joueurs américains à jouer dans des grands clubs européens qui évoluait à l'époque à Sunderland, et de Danielle Egan (en), également joueuse internationale de soccer avec les États-Unis.
Passé par l'académie du New York City FC, où son père est alors directeur sportif. Sa famille est d'origine argentine, par son grand-père paternel, et d'origine portugaise par sa grand-mère paternelle, ce qui lui a permis d'obtenir la nationalité portugaise à l'âge de seize ans,. Il part néanmoins en 2019 en Allemagne au Borussia Dortmund, tout en restant suivi de près par Manchester City, dont le NYCFC est un club satellite.

#### Saison 2019-2020: la percée
Le 18 janvier 2020, Giovanni Reyna fait ses débuts en Bundesliga avec le Borussia Dortmund, en entrant en jeu en tant que remplaçant à la 72e minute lors d'une victoire 5-3 contre le FC Augsbourg. Ainsi, il devient le plus jeune américain, âgé de 17 ans et 66 jours, à avoir joué en Bundesliga, battant ainsi le record précédemment établi par Christian Pulisic. Le 4 février suivant, il inscrit son premier but professionnel lors d'une défaite 3-2 contre le Werder Brême en seizièmes de finale de Coupe d'Allemagne. Il devient alors le plus jeune buteur de l'histoire de la DFB-Pokal. Deux semaines plus tard, Reyna devient le troisième plus jeune joueur de l'histoire à apparaître dans un match à élimination directe de Ligue des champions de l'UEFA lorsqu'il entre en jeu face au Paris Saint-Germain, rencontre au cours de laquelle il est impliqué sur le but décisif d'Erling Haaland en huitièmes de finale. Il est ainsi le plus jeune Américain à participer et à effectuer une passe décisive dans cette compétition.

#### Saison 2020-2021: sacre en DFB-Pokal
Le 14 septembre 2020, Giovanni Reyna commence un match de DFB-Pokal et inscrit un but sur coup franc lors d'une victoire 5-0 contre le MSV Duisbourg. Quelques jours plus tard, il marque son premier but en Bundesliga lors d'une victoire 3-0 contre le Borussia Mönchengladbach, âgé de 17 ans et 311 jours, et devient le deuxième plus jeune buteur américain en Bundesliga derrière Christian Pulisic, âgé de 17 ans et 211 jours. Le 3 octobre suivant, lors de sa troisième apparition en championnat, Reyna réalise trois passes décisives - un doublé pour Erling Haaland et une tête d'Emre Can sur corner, pour battre le SC Fribourg 4-0. En conséquence, Reyna est devenu le premier Américain à enregistrer un triplé de passes décisives dans l'un des cinq principaux championnats européens depuis Steve Cherundolo avec Hanovre en mars 2008, et le plus jeune joueur à le faire en Bundesliga. Le 5 décembre 2020, il inscrit son deuxième but en Bundesliga contre l'Eintracht Francfort, avec une finition au premier poteau juste à l'intérieur de la surface de réparation. Ce but a fait de lui le deuxième plus jeune Américain à marquer deux fois en championnat après Christian Pulisic. Le 22 décembre, il est élu « Jeune joueur masculin de l'année 2020 » par U.S. Soccer.
Au cours de la finale victorieuse 4-1 de la Coupe d'Allemagne 2020-2021 face au RB Leipzig, le 13 mai 2021, il remplace Erling Haaland dans le temps additionnel de la deuxième période et devient le plus jeune Américain à apparaître dans une finale de coupe nationale en Europe, un record précédemment détenu par son coéquipier en sélection Christian Pulisic.

#### Saison 2021-2022: blessures à répétition
Le 28 juillet 2021, Dortmund annonce que Giovanni Reyna portera le maillot numéro 7 pour la saison à venir, précédemment porté par Jadon Sancho. Le 27 août suivant,, il obtient un record de précocité en atteignant le plateau des cinquante apparitions en Bundesliga lors du match de championnat contre Hoffenheim. Néanmoins, sa saison est tronquée par de nombreuses blessures qui lui font manquer une majorité de rencontres.

#### Saison 2022-2023: un remplaçant productif
De retour de blessures, le 22 octobre 2022, Giovanni Reyna marque son premier but en Bundesliga en 421 jours contre le VfB Stuttgart, contribuant à une victoire 5-0.
De retour de la Coupe du monde 2022, le 22 janvier 2023, il inscrit un but décisif en tant que remplaçant contre le FC Augsbourg à la 78e minute, remportant le match 4-3. Une semaine plus tard, le 25 janvier, il offre un autre but décisif en tant que remplaçant dans les arrêts de jeu contre Mayence, remportant le match 2-1. Le 4 février, il entre de nouveau en jeu avant d'ajouter son cinquième but de la saison contre le SC Fribourg. La plupart de ses contributions de la saison interviennent alors avec le statut de remplaçant entrant comme sa réalisation face au VfB Stuttgart (3-3) le 15 avril, son septième but contre le Borussia Mönchengladbach (5-2) le 13 mai, ou ses deux passes décisives lors de l'ultime rencontre de la saison le 27 mai face à Mayence (2-2), un apport ne permettant pas à Dortmund de décrocher le titre de champion d'Allemagne. Reyna conclut ainsi la saison avec quatre passes décisives et sept buts, dont cinq en tant que remplaçant. Avant son dernier match de la saison contre Mayence, Reyna dispose du deuxième meilleur ratio minute/but d'un joueur des cinq meilleures ligues européennes pour la saison 2022-2023, après Erling Haaland.

#### Saison 2023-2024: prolongation puis prêt
Il a manqué le premier mois de la saison en raison d'une blessure et n'a joué qu'à 14 reprises depuis son retour sur les terrains, pour seulement deux titularisations. Au mercato hivernal 2023/2024 il prolonge son contrat jusqu'en juin 2026 puis est prêté à Nottingham Forest (premier league) pour le reste de la saison.

### Parcours en sélection
Éligible pour jouer avec plusieurs sélections,, il fait part de sa préférence pour la sélection américaine.
Giovanni Reyna est sélectionné avec l'équipe des États-Unis des moins de 17 ans pour participer au championnat de la CONCACAF des moins de 17 ans en 2019. Lors de cette compétition organisée dans son pays natal, il dispute six rencontres. Il joue la finale de cette compétition s'incline sur le score de 2-1 face au Mexique. Il termine meilleur marqueur de son équipe et deuxième meilleur de la compétition avec six buts dont un triplé contre la Guadeloupe. Avec cette même sélection il participe à la Coupe du monde des moins de 17 ans en 2019, qui se déroule au Brésil. Lors du mondial, il joue trois matchs et les jeunes américains sont éliminés au premier tour.
Le 2 novembre 2020, Giovanni Reyna est appelé en sélection américaine pour la première fois par le sélectionneur Gregg Berhalter pour participer à un rassemblement d'une semaine avec deux matchs amicaux au programme. Un premier face au pays de Galles et un second face au Panama,. Le 12 novembre, il honore sa première sélection en tant que titulaire contre le pays de Galles lors d'un match amical. Le match se solde par match nul et vierge (0-0). Quatre jours plus tard, il inscrit son premier but en sélection contre le Panama (victoire 6-2).
Le 9 novembre 2022, il est sélectionné par Gregg Berhalter pour participer à la Coupe du monde 2022.

### Vie privée
Dès son plus jeune âge, Giovanni Reyna et sa famille subissent de dures épreuves, le grand frère de Giovanni, Jack est déclaré atteint d'un cancer en 2010 (une forme rare et avancée de glioblastome), dont il décède en juillet 2012.

## Style de jeu
Jouant premièrement au poste de milieu offensif, Giovanni Reyna est aussi capable de jouer sur l'aile droite ou la gauche, évoluant surtout à ce dernier poste avec les moins de dix-neuf ans du Borussia.
Patrick Vieira, qui entraînait le New York City FC au moment où Reyna en fréquentait l'académie, parle de lui comme un joueur ayant une très bonne vision du jeu, avec la capacité de passes qui en découle, une manière d'insuffler un rythme à son équipe, tout en prenant facilement le rôle de buteur, notamment dans les coups de pied arrêtés, comparant le joueur à son ancien coéquipier en équipe de France David Trezeguet.

## Statistiques

### Statistiques détaillées
| Saison                | Club                     | Championnat           | Championnat | Championnat | Championnat | Coupe(s) nationale(s) | Coupe(s) nationale(s) | Coupe(s) nationale(s) | Supercoupe | Supercoupe | Supercoupe | Compétition(s) continentale(s) | Compétition(s) continentale(s) | Compétition(s) continentale(s) | Compétition(s) continentale(s) | =Coupe du monde des clubs | =Coupe du monde des clubs | =Coupe du monde des clubs | États-Unis | États-Unis | États-Unis | Total | Total | Total |
| Saison                | Club                     | Division              | M.          | B.          | P.d.        | M.                    | B.                    | P.d.                  | M.         | B.         | P.d.       | Comp.                          | M.                             | B.                             | P.d.                           | M.                        | B.                        | P.d.                      | M.         | B.         | P.d.       | M.    | B.    | P.d.  |
| 2019-2020             | Borussia Dortmund        | Bundesliga            | 15          | 0           | 1           | 1                     | 1                     | 0                     | -          | -          | -          | C1                             | 2                              | 0                              | 1                              | -                         | -                         | -                         | -          | -          | -          | 18    | 1     | 2     |
| 2020-2021             | Borussia Dortmund        | Bundesliga            | 31          | 4           | 4           | 5                     | 3                     | 0                     | 1          | 0          | 0          | C1                             | 9                              | 0                              | 1                              | -                         | -                         | -                         | 8          | 4          | 1          | 54    | 11    | 6     |
| 2021-2022             | Borussia Dortmund        | Bundesliga            | 10          | 2           | 1           | 1                     | 0                     | 0                     | 1          | 0          | 0          | C1+C3                          | 0+1                            | 0                              | 0                              | -                         | -                         | -                         | 4          | 0          | 0          | 17    | 2     | 1     |
| 2022-2023             | Borussia Dortmund        | Bundesliga            | 22          | 7           | 3           | 2                     | 0                     | 0                     | -          | -          | -          | C1                             | 6                              | 0                              | 2                              | -                         | -                         | -                         | 8          | 0          | 0          | 38    | 7     | 5     |
| 2023-2024             | Borussia Dortmund        | Bundesliga            | 11          | 0           | 0           | 1                     | 0                     | 0                     | -          | -          | -          | C1                             | 2                              | 0                              | 0                              | -                         | -                         | -                         | 3          | 1          | 0          | 17    | 1     | 0     |
| 2024-2025             | Borussia Dortmund        | Bundesliga            | 16          | 2           | 0           | -                     | -                     | -                     | -          | -          | -          | C1                             | 9                              | 0                              | 1                              | 1                         | 0                         | 0                         | 1          | 0          | 0          | 27    | 2     | 1     |
| Sous-total            | Sous-total               | Sous-total            | 106         | 15          | 9           | 10                    | 4                     | 0                     | 2          | 0          | 0          | -                              | 29                             | 0                              | 5                              | 1                         | 0                         | 0                         | 24         | 5          | 1          | 172   | 24    | 15    |
| 2023-2024             | Nottingham Forest (prêt) | Premier League        | 9           | 0           | 0           | 1                     | 0                     | 0                     | -          | -          | -          | -                              | -                              | -                              | -                              | -                         | -                         | -                         | 7          | 1          | 2          | 17    | 1     | 2     |
| Total sur la carrière | Total sur la carrière    | Total sur la carrière | 115         | 15          | 9           | 11                    | 4                     | 0                     | 2          | 0          | 0          | -                              | 29                             | 0                              | 5                              | 1                         | 0                         | 0                         | 31         | 6          | 3          | 189   | 25    | 17    |

## Palmarès

### En club
Borussia Dortmund
- Vainqueur de la Coupe d'Allemagne en 2021
- Vice-champion d'Allemagne en 2020
- Finaliste de la Supercoupe d'Allemagne en 2020

### En sélection

#### États-Unis -17 ans
- Vice-champion du championnat de la CONCACAF des moins de 17 ans en 2019 (en)

#### États-Unis
- Vainqueur de la Ligue des nations en 2021 et 2023

### Distinctions personnelles
- Membre de l'équipe-type de la phase finale de la Ligue des nations en 2021